# M21A5瘋馬狙擊步槍
M21A5「瘋馬」（英語：M21A5 “Crazy Horse”，“A5”為生產商所加上以與美軍M21狙擊手武器系統區別；又稱：M14SE）是一款由美国槍械生產商史密斯企業公司以M14自动步枪為藍本進行研製及生產的半自动精確射手步槍，發射7.62×51毫米北约口徑制式步枪子彈。

## 概述
瘋馬步槍項目的目的是利用在軍事單位的庫存中現有的M14步槍向當前軍事單位的小隊特等射手（英語：Squad Designated Marksman，縮寫：SDM）提供一枝可靠和具有成本效益的現代化計劃。瘋馬步槍的設計是與皮卡汀尼兵工廠和陸軍步兵學校相配合。雖然步槍具有許多內置式“精密”的特點使其準確，它卻並非一枝狙擊步槍，而是被設計為一枝戰鬥步槍，以符合美国陆军的小隊精確射手計劃的需求。
瘋馬步槍是由史密斯企業公司所生產，並且被美軍內各個單位以M21A5和M14SE之名所採用。瘋馬步槍的金屬部件在裝配之前經過低溫處理，這省去了以玻璃钢強化塑料和钢插件以與槍托座床的需要。額外的升級包括一個完全可調節的扳機系統（從2.5—5磅力）和一根延長的拉機柄以便在極端寒冷的環境中使用。
瘋馬步槍的膛室採用專為製作使用M118LR 175格令遠程狙擊彈藥的膛室的鉸刀手工切割而成。史密斯企業公司是唯一一間使用這些鉸刀的民用步槍生產商。導氣系統均以被稱為銻鎳化合物塗層（Melonite）的專有氮化工藝處理進行單元化和表面硬化。導氣活塞亦以鍍硬铬處理，以公差來確硬化導氣缸內的精密配合。與傳統型M14步槍不同的是，準星安裝在導氣箍以上，而非槍口以上，以使得它有著足夠空間裝上使用安裝在渦旋式消焰器以上的風說者直接連接式消聲器。
光学瞄准镜使用史密斯企業公司瞄準鏡座和通過电火花加工製造的瞄準鏡環安裝到步槍上。瞄準鏡座是附連到步槍的槍托以上，而不是焊接到機匣以上。

### 技術規格
- 槍機：M14NM（國家比賽型）槍機。
- 槍管：中等重型槍管，22英吋（558.8毫米）或可選的18英吋（457.2毫米）長度，由鉻鉬鋼4140製造。
- 膛線：右旋，標準膛線纏距為1：10，膛線4條。
- 槍托：美國G.I.（英语：G.I.）（USGI）合成槍托，由史密斯企業修改，裝上史密斯企業公司的托腮板。
- 光學瞄準鏡：洛伊波爾德（Leupold）Mk 4戰術×瞄準鏡。
- 槍口裝置：史密斯企業公司渦旋式可安裝直接連接消聲器型消焰器。
- 消聲器：史密斯企業公司風說者直連式消聲器。
- 兩腳架：史密斯企業兩腳架，通常於俯臥時為提高射擊的穩定性連接使用。
- 槍背帶（英语：Sling (firearms)）：M1907狙擊／目標槍背帶，無論是由皮革或合成材料製造。
- 表面處理：黑色磷酸鹽。
- 扳機：可調節扳機，從2.5—5磅力。
- 瞄準具：史密斯企業公司導氣箍上準星（帶護圈）。

### 用戶
瘋馬步槍目前正在美國陸軍第2步兵師和第101空降師以M21A5之名服役。

## 資料來源
1. 1 2  Pushies, Fred. . Special Weapons for Military & Police (Harris Publishing). 2009, 20 (4).
2. 1 2 3 4  Kokalis, Peter. . Shotgun News. 2005, 50 (12): 20–22, 24, 26.

## 外部連結
- （英文）—Smith Enterprise M14 SE "Crazy Horse" （页面存档备份，存于）
- （英文）—Crazy Horse Rifles （页面存档备份，存于）
- （英文）—Guns Magazine article about the Smith Enterprise’s M-14SE Crazy Horse